# Android One

Logo

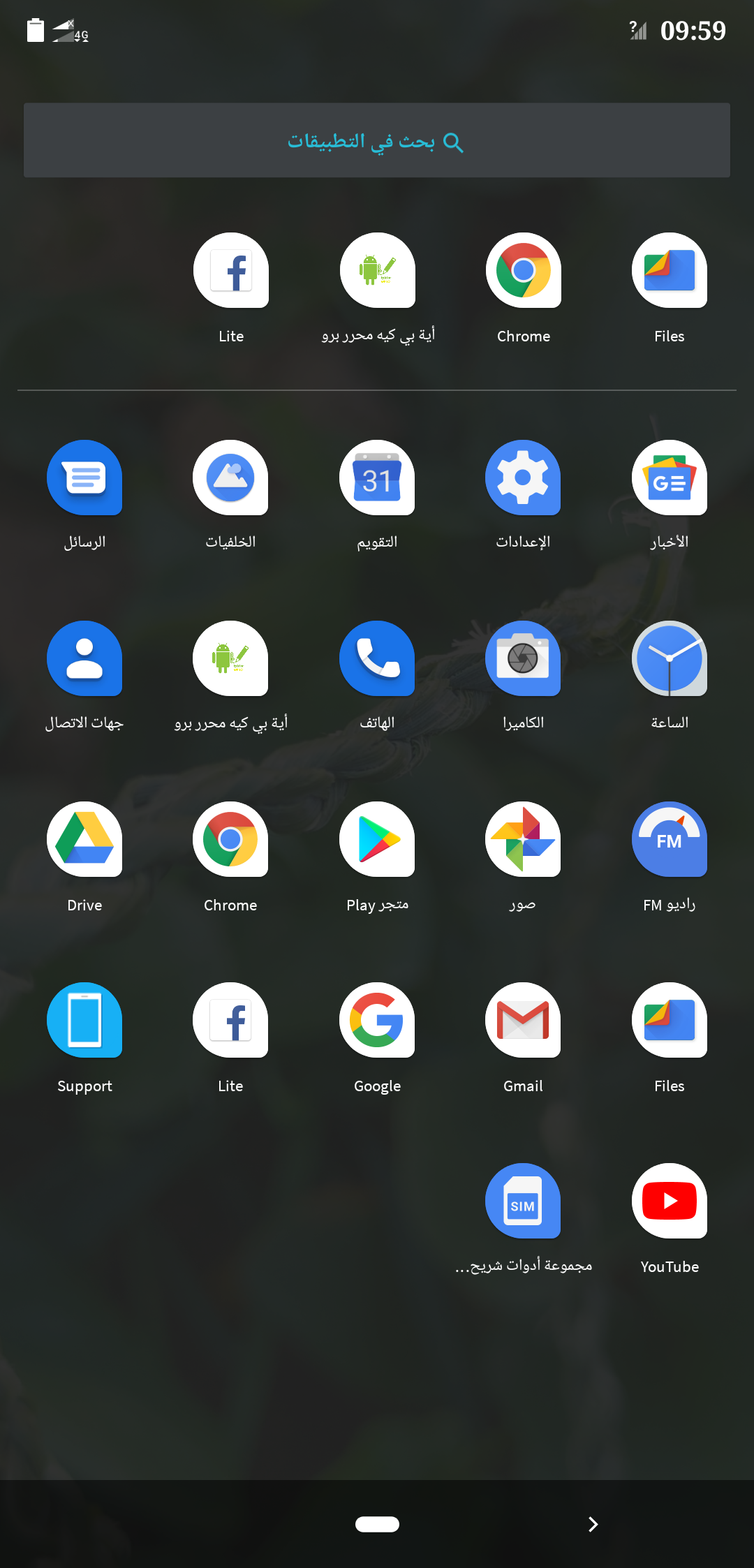
Android One in versione 10 su un Nokia 8.1

Android One è un progetto di Google che include smartphone con sistema operativo Android in versione stock, senza personalizzazioni da parte dei produttori. Il supporto prevede aggiornamenti software garantiti per i 18 mesi successivi al lancio del dispositivo e patch di sicurezza aggiornate per tre anni.

## Storia
Android One è stato lanciato nel 2014 al Google I/O e inizialmente si concentrava su dispositivi di fascia bassa da destinare ai mercati emergenti, specialmente quelli del sud-est asiatico, ma in seguito si è evoluto come principale programma nel settore mobile di Google.
Il 5 settembre 2017, Android One e Xiaomi hanno annunciato congiuntamente lo Xiaomi Mi A1, il primo dispositivo Android One a essere pubblicato a livello globale in oltre trentasei mercati. È stato venduto attraverso vari distributori con le vendite di dispositivi concentrate in India, Indonesia, Russia e Taiwan. Dal 1º gennaio 2018 tutti gli smartphone Nokia di HMD Global sono Android One, su tutte le fasce di prezzo dal top di gamma alla fascia bassa.

## Modelli smartphone venduti con sistema operativo Android One
Lista dei dispositivi disponibili:
- BQ Aquaris X2
- BQ Aquaris X2 Pro
- General Mobile GM5
- General Mobile GM5 Plus
- General Mobile GM6
- General Mobile GM8
- General Mobile GM9 Pro
- HTC U11 Life
- Infinix Note 5
- Kyocera S1
- Kyocera S2
- LG G7 One
- Motorola Moto G Pro
- Motorola Moto X4 (solo USA)
- Motorola One
- Motorola One Action
- Motorola One Power
- Motorola One Vision
- Nokia 2.2
- Nokia 3.1
- Nokia 3.1 plus
- Nokia 3.2
- Nokia 3.4
- Nokia 4.2
- Nokia 5.1
- Nokia 5.1 plus
- Nokia 5.3
- Nokia 6
- Nokia 6.1
- Nokia 6.1 plus
- Nokia 6.2
- Nokia 7 plus
- Nokia 7.1
- Nokia 7.2
- Nokia 8 Sirocco
- Nokia 8.1
- Nokia 9 PureView
- Nokia X71
- Nokia 2.4
- Sharp Android One S5
- Sharp Android One X1
- Xiaomi Mi A1
- Xiaomi Mi A2
- Xiaomi Mi A2 Lite
- Xiaomi Mi A3

Di cui disponibili in Italia:
- BQ Aquaris X2, X2 Pro
- HTC U11 Life
- General Mobile GM5, GM5 Plus, GM6, GM8
- Motorola Moto G Pro
- Motorola Moto X4
- Motorola One
- Motorola One Action
- Motorola One Power
- Motorola One Vision
- Nokia 2.2
- Nokia 3.1 Plus
- Nokia 3.2
- Nokia 3.4
- Nokia 4.2
- Nokia 5.1
- Nokia 5.1 Plus
- Nokia 5.3
- Nokia 6.1 (detto anche Nokia 6 2018)
- Nokia 6.2
- Nokia 7 Plus
- Nokia 7.1
- Nokia 7.2
- Nokia 8
- Nokia Sirocco 8
- Nokia 8.1
- Nokia 9 PureView
- Xiaomi Mi A1
- Xiaomi Mi A2
- Xiaomi Mi A2 Lite
- Xiaomi Mi A3